# Ernest Vinberg
Ernest Borisovich Vinberg (em russo:  Эрнест Борисович Винберг) (Moscou, 26 de julho de 1937 — 12 de maio de 2020) foi um matemático russo.
Trabalhou com subgrupos discretos de grupos de Lie e teoria da representação. Introduziu o algoritmo de Vinberg. Recebeu o Prêmio Humboldt.
Foi palestrante convidado do Congresso Internacional de Matemáticos em Varsóvia (1983: Discrete reflection groups in Lobachevsky spaces). Em 2010 foi eleito membro da Academia de Artes e Ciências dos Estados Unidos.

## Morte
Morreu no dia 12 de maio de 2020, aos 82 anos.